# اوبینی (کالوادوس)
اوبینی (به فرانسوی: Aubigny) یک کمون در فرانسه است که در canton of Falaise-Nord واقع شده‌است. اوبینی ۵٫۰۲ کیلومتر مربع مساحت دارد ۱۵۰ متر بالاتر از سطح دریا واقع شده‌است.